# Carros
Carros [kaʁɔs] est une commune française située dans le département des Alpes-Maritimes, en région Provence-Alpes-Côte d'Azur.
Ses habitants sont appelés les Carrossois.

## Géographie

### Localisation
Carros est la porte d’entrée au sud-est du parc naturel régional des Préalpes d'Azur.
Le village, perché sur son piton, domine la vallée du Var. De son passé, elle aurait hérité son nom oronymique qui pourrait vouloir dire rocher ainsi que sa position de ville carrefour. Porte naturelle des Alpes, dans la plaine du Var, entre mer et montagne, elle bénéficie d'une position privilégiée.

### Géologie et relief
Situés à 20 km au nord ouest de Nice, les 1 511 hectares de la commune se répartissent en quatre entités distinctes :
- le village ;
- les Plans, zone agricole et résidentielle ;
- la ville nouvelle ;
- la Zone Industrielle et Artisanale.

### Sismicité
La commune est située dans une zone de sismicité moyenne.

### Hydrographie et les eaux souterraines
Cours d'eau sur la commune ou à son aval :
- Fleuve le Var ;
- Vallon de saint-blaise.

La ville dispose de la station d'épuration de Saint-Laurent-du-Var, d'une capacité de 80 000 Équivalent-habitants.

### Climat
Pour des articles plus généraux, voir Climat de Provence-Alpes-Côte d'Azur et Climat des Alpes-Maritimes.
En 2010, le climat de la commune est de type climat méditerranéen franc, selon une étude du Centre national de la recherche scientifique s'appuyant sur une série de données couvrant la période 1971-2000. En 2020, Météo-France publie une typologie des climats de la France métropolitaine dans laquelle la commune est exposée à un climat méditerranéen et est dans la région climatique  Var, Alpes-Maritimes, caractérisée par une pluviométrie abondante en automne et en hiver (250 à 300 mm en automne), un très bon ensoleillement en été (fraction d’insolation > 75 %), un hiver doux (8 °C) et peu de brouillards.
Pour la période 1971-2000, la température annuelle moyenne est de 14,9 °C, avec une amplitude thermique annuelle de 15,6 °C. Le cumul annuel moyen de précipitations est de 921 mm, avec 5,8 jours de précipitations en janvier et 2,7 jours en juillet. Pour la période 1991-2020, la température moyenne annuelle observée sur la station météorologique de Météo-France la plus proche, « Levens », sur la commune de Levens à 10 km à vol d'oiseau, est de 12,9 °C et le cumul annuel moyen de précipitations est de 982,1 mm. 
La température maximale relevée sur cette station est de 35,1 °C, atteinte le 28 juin 2019 ; la température minimale est de −7,8 °C, atteinte le 6 février 2012,,.
Les paramètres climatiques de la commune ont été estimés pour le milieu du siècle (2041-2070) selon différents scénarios d'émission de gaz à effet de serre à partir des nouvelles projections climatiques de référence DRIAS-2020. Ils sont consultables sur un site dédié publié par Météo-France en novembre 2022.

### Intercommunalité
Depuis le milieu des années 1990, Carros faisait partie de la communauté de communes Les Coteaux d'Azur avec les communes de Gattières et Le Broc. Le 28 juillet 2009, Carros a quitté cette communauté de communes. Elle a rejoint la communauté urbaine Nice Côte d'Azur le 22 septembre 2009. Elle fait aujourd'hui partie de la métropole Nice Côte d'Azur.

### Voies de communications et transports

#### Voies routières
- Desserte de la basse vallée du Var[16].
- Proximité de l'autoroute A8. L'échangeur autoroutier se situe au niveau de Saint-Isidore. Longeant le Var, la route est toujours représentée par la voie "express", la RN 202 a quatre voies.
- Voie verte Carros-Gilette (Vallée du Var).

#### Transports en commun
Le réseau de transports en commun de la métropole Nice Côte d'Azur se nomme Lignes d'Azur.
Transport en Provence-Alpes-Côte d'Azur

##### Transports ferroviaires
- Ligne de Nice à Digne.
- gare de Colomars - La Manda

##### Transports aériens
- Aéroport de Nice-Côte d'Azur.

##### Transports maritimes
- Le port Lympia ou port de Nice.
- Le Port de Monaco.

### Communes limitrophes
| Le Broc   | Le Broc Saint-Martin-du-Var | Saint-Blaise Saint-Martin-du-Var |
| Le Broc   | Carros                      | Castagniers                      |
| Gattières | Gattières                   | Colomars                         |

## Urbanisme
La commune est intégrée dans le plan local d'urbanisme métropolitain approuvé le 25 octobre 2019,.

### Typologie
Au 1er janvier 2024, Carros est catégorisée centre urbain intermédiaire, selon la nouvelle grille communale de densité à 7 niveaux définie par l'Insee en 2022.
Elle appartient à l'unité urbaine de Nice, une agglomération intra-départementale dont elle est une commune de la banlieue,. Par ailleurs la commune fait partie de l'aire d'attraction de Nice, dont elle est une commune de la couronne,. Cette aire, qui regroupe 100 communes, est catégorisée dans les aires de 200 000 à moins de 700 000 habitants,.

### Occupation des sols
L'occupation des sols de la commune, telle qu'elle ressort de la base de données européenne d’occupation biophysique des sols Corine Land Cover (CLC), est marquée par l'importance des forêts et milieux semi-naturels (58,4 % en 2018), en augmentation par rapport à 1990 (57,3 %). La répartition détaillée en 2018 est la suivante : 
forêts (26,2 %), milieux à végétation arbustive et/ou herbacée (21,8 %), zones urbanisées (19 %), zones industrielles ou commerciales et réseaux de communication (14,4 %), espaces ouverts, sans ou avec peu de végétation (10,4 %), zones agricoles hétérogènes (7 %), eaux continentales (1,2 %).
L'évolution de l’occupation des sols de la commune et de ses infrastructures peut être observée sur les différentes représentations cartographiques du territoire : la carte de Cassini (XVIIIe siècle), la carte d'état-major (1820-1866) et les cartes ou photos aériennes de l'IGN pour la période actuelle (1950 à aujourd'hui).

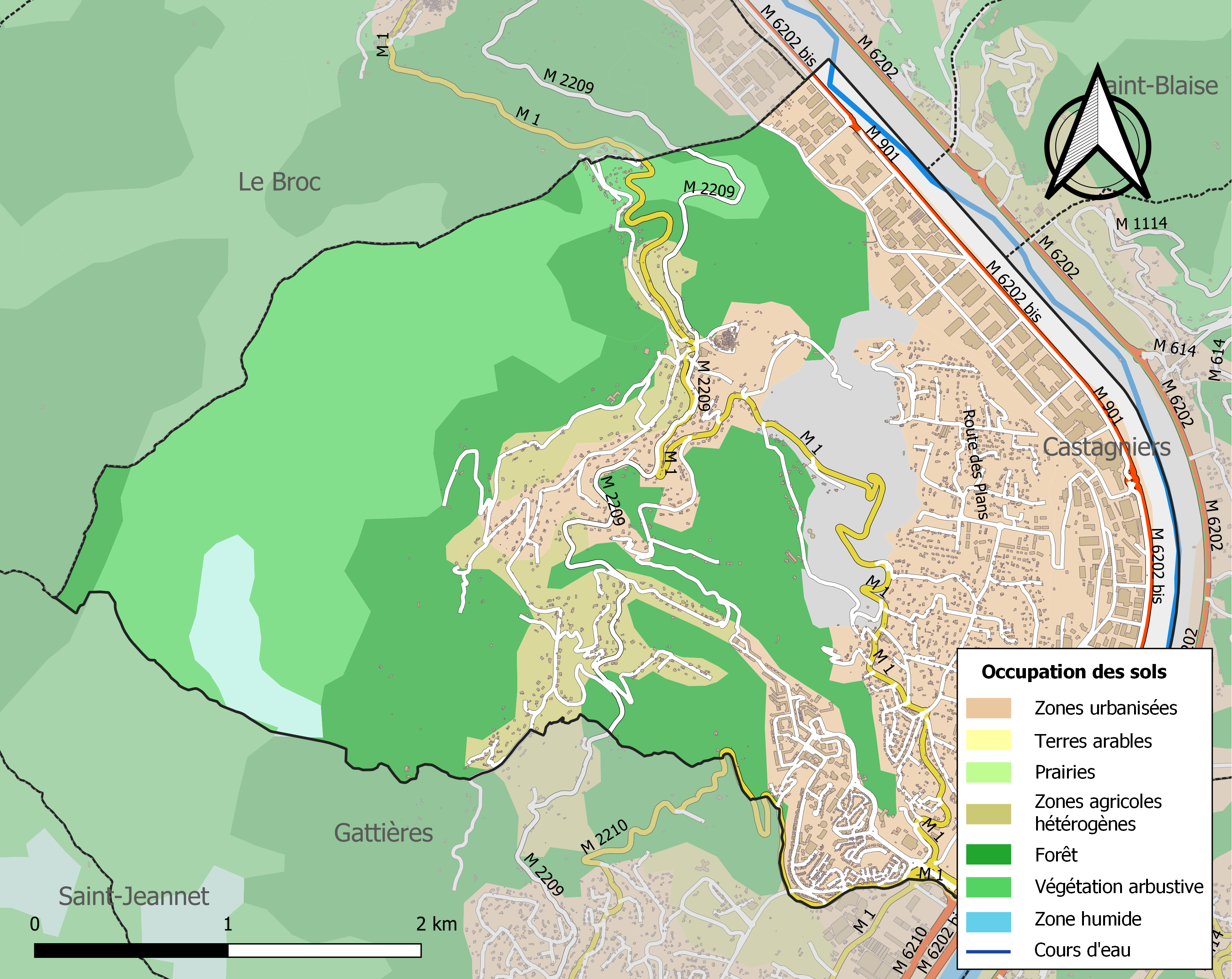
Carte de l'occupation des sols de la commune en 2018 (CLC).

## Histoire
La ville de Carros porte le témoignage de plus de 2 000 ans d'histoire au travers d'un ensemble de sites historiques remarquables.
Les premières traces historiques d'une occupation humaine pérenne du site actuel de la commune remontent aux derniers siècles de l'âge du fer, avec plusieurs habitats perchés, appelés communément « pré-romain ». On mentionnera notamment les sites du Laurum et de la Roche Fendue dont la période d'utilisation supposée s'étend du VIe au Ier siècle av. J.-C. comme l'indiquent les nombreux témoignages épigraphiques, ce serait a priori durant l'Antiquité, et plus particulièrement avec la colonisation romaine,, que la communauté va s'accroître, pour constituer de manière certaine au plus tard dès la seconde moitié du IIe siècle apr. J.-C., un pôle urbain relativement important : Carros de son nom latin « Vicus Lavaratensis ».
Les relations avec la cité de Vence, dont elle constitue une partie du territoire, sont nombreuses. Mais si les premières bases d'une chronologie de l'histoire carrossoise peuvent être jetées dès cette période, la région n'échappe pourtant pas aux grandes lacunes documentaires qui apparaissent quasiment partout ailleurs pour toute la période dite du « haut Moyen Âge » (VIe – Xe siècle). Selon les dernières investigations archéologiques menées sur le territoire communal, une communauté chrétienne relativement importante semble être attestée dès les alentours de l'an mille, s'inscrivant ainsi dans le premier réseau paroissial des Alpes-Maritimes, bien avant l'apparition des paroisses dans chaque village.
Au XIIe siècle, la présence du château qui domine toujours le village et la vallée du Var est attestée ; il est appelé « castrum Carossi ». Il appartient à la seigneurie des Blacas qui sera très liée à l'ordre des chevaliers de Malte. L'époque moderne nous apparaît de manière assez précise, surtout les XIIe et XVIIIe siècles, tant au travers des documents d'archives que par les témoignages archéologiques livrés lors des campagnes de fouilles ou les événements notables, comme les destructions dont celle de 1704 avec le sac du château par les troupes du duc de Savoie et sa libération par celles de Louis XIV la même année. Sur la rive droite du Var, le village de Carros, qui faisait partie de l'arrondissement de Grasse, a toujours été territoire de Provence, et ne sera jamais intégré au comté de Nice, contrairement à beaucoup d'autres villages dans la même position géographique frontalière.
En 1860, Carros rejoint le nouveau département des Alpes-Maritimes et va connaître une immigration italienne durant le reste du XIXe siècle et le début du XXe siècle, liée aux développement des cultures maraîchères.
À partir de 1968, une zone industrielle est aménagée sur la rive droite du Var et les années 1970 verront naître sur la commune une ville nouvelle. Dès lors, la commune de Carros, totalisant aujourd'hui plus de 10 000 habitants, va vivre sur trois centres : Carros-village, centre historique autour de son château, Carros-les-Plans, cœur agricole et horticole devenu largement résidentiel, et Carros-ville, centre urbain.

## Économie

### Entreprises et commerces

#### Agriculture
- Création de zones réservées à la culture de légumes et de fruits sur des terrains communaux[28].
- La fête des fraises et du terroir[29].

#### Commerces, services et industries
- La zone industrielle est la plus importante du département[30]. Dans les années 1960, l'idée d'une  zone industrielle est impulsée par la Jeune Chambre Économique et par les industriels ne pouvant plus se développer sur la ville de Nice.

Aujourd'hui, elle s'étend sur une superficie de 188 hectares. Les 550 entreprises implantées sur le site  comptent pas moins de 7 500 salariés et réalisent un chiffre d'affaires de 1 milliard d'euros. Parmi les sociétés de renom implantées sur la zone industrielle figurent, entre autres : Arkopharma, CARI, Eiffage Travaux Publics, Dispano, Elis, Fly, Fraikin, Gefco, Ineo, La Poste, Griesser (de), Malongo, Miko, Barral, Primagaz, Rica Lewis, Schneider Electric, Ubaldi, Virbac, Veolia Environnement, Exhibit Group, Garnéro (carrosserie industrielle), l'usine d'Unic, fabricant des machines à café professionnelles employant 100 ouvriers…
Depuis juin 2013, s'y déroule le projet Nice Grid, expérimentation d'un réseau électrique « intelligent ».
- Commerces de proximité[34] : supermarchés, boulangeries, etc.

## Héraldique
| Blason de Carros | Blason  | D’azur aux trois tours d’argent rangées en fasce, celle du milieu plus haute que les deux autres, surmontées de deux carreaux d’or posés en losange et rangés en chef. |
| Blason de Carros | Détails | Le statut officiel du blason reste à déterminer. |

## Politique et administration

### Tendances politiques et résultats
L'élection municipale de 2020 est annulée par le Conseil d'État,,.

### Budget et fiscalité 2020
En 2020, le budget de la commune était constitué ainsi :
- total des produits de fonctionnement : 24 068 000 €, soit 1 930 € par habitant ;
- total des charges de fonctionnement : 22 320 000 €, soit 1 790 € par habitant ;
- total des ressources d'investissement : 8 537 000 €, soit 685 € par habitant ;
- total des emplois d'investissement : 9 352 000 €, soit 750 € par habitant ;
- endettement : 20 986 000 €, soit 1 683 € par habitant.

Avec les taux de fiscalité suivants :
- taxe d'habitation : 19,34 % ;
- taxe foncière sur les propriétés bâties : 18,60 % ;
- taxe foncière sur les propriétés non bâties : 63,51 % ;
- taxe additionnelle à la taxe foncière sur les propriétés non bâties : 0,00 % ;
- cotisation foncière des entreprises : 0,00 %.

Chiffres clés Revenus et pauvreté des ménages en 2018 : médiane en 2018 du revenu disponible, par unité de consommation : 21 980 €.

### Liste des maires
En 2010, la commune de Carros a été récompensée par le label « Ville Internet @ ».
| Période        | Période        | Identité                      | Étiquette | Qualité |
| -------------- | -------------- | ----------------------------- | --------- | --- |
| 14 mai 1871    | 1878           | Jean-Baptiste Magloire Martin |           | |
| janvier 1878   | 1900           | Emmanuel Clergue              |           | Avocat |
| mai 1900       | 1921           | Hippolyte Isnard              |           | Docteur en médecine |
| décembre 1921  | mai 1945       | Dr Fernand Barbary            |           | Médecin |
| 6 mai 1945     | mars 1971      | Laurent Spinelli              | PCF       | Instituteur |
| 14 mars 1971   | juin 1995      | Pierre Jaboulet               | PS        | Conseiller général de Carros (1985 → 1988) Maire honoraire                                                                              |
| juin 1995      | 5 avril 2014   | Antoine Damiani               | PS        | Chef d'entreprise Conseiller régional (1998 → 2008) Conseiller général de Carros (2008 → 2015)                                          |
| 5 avril 2014   | 4 juillet 2020 | Charles Scibetta              | UDI       | Agrégé d'économie et de gestion Conseiller départemental de Nice-3 (2015 → 2021)                                                        |
| 4 juillet 2020 | 6 janvier 2022 | Yannick Bernard               | DVD       | Manager de centre AFPA Conseiller départemental de Nice-3 (2021 →)                                                                      |
| 6 janvier 2022 | 26 mars 2022   | Délégation spéciale           |           | Présidée par Dominique Blasius et assisté par Claude Gonella et Jean-Luc Leni.                                                          |
| 26 mars 2022   | En cours       | Yannick Bernard               | DVD       | Manager de centre AFPA Conseiller départemental de Nice-3 (2021 →) Réélu lors de l'élection municipale partielle des 13 et 20 mars 2022 |

## Population et société

### Démographie

#### Évolution démographique
L'évolution du nombre d'habitants est connue à travers les recensements de la population effectués dans la commune depuis 1793. Pour les communes de plus de 10 000 habitants les recensements ont lieu chaque année à la suite d'une enquête par sondage auprès d'un échantillon d'adresses représentant 8 % de leurs logements, contrairement aux autres communes qui ont un recensement réel tous les cinq ans,.

En 2022, la commune comptait 13 729 habitants, en évolution de +18,21 % par rapport à 2016 (Alpes-Maritimes : +2,85 %, France hors Mayotte : +2,11 %).
| 1793 | 1800 | 1806 | 1821 | 1831 | 1836 | 1841 | 1846 | 1851 |
| ---- | ---- | ---- | ---- | ---- | ---- | ---- | ---- | ---- |
| 404  | 567  | 616  | 748  | 778  | 811  | 819  | 776  | 854  |

| 1856 | 1861 | 1866 | 1872 | 1876 | 1881 | 1886 | 1891 | 1896 |
| ---- | ---- | ---- | ---- | ---- | ---- | ---- | ---- | ---- |
| 818  | 634  | 656  | 606  | 534  | 525  | 512  | 536  | 560  |

| 1901 | 1906 | 1911 | 1921 | 1926 | 1931 | 1936 | 1946 | 1954 |
| ---- | ---- | ---- | ---- | ---- | ---- | ---- | ---- | ---- |
| 443  | 453  | 453  | 390  | 384  | 403  | 509  | 563  | 662  |

| 1962 | 1968 | 1975  | 1982  | 1990   | 1999   | 2006   | 2011   | 2016   |
| ---- | ---- | ----- | ----- | ------ | ------ | ------ | ------ | ------ |
| 761  | 963  | 4 197 | 8 457 | 10 747 | 10 710 | 11 379 | 11 462 | 11 614 |

| 2021   | 2022   | - | - | - | - | - | - | - |
| ------ | ------ | - | - | - | - | - | - | - |
| 13 277 | 13 729 | - | - | - | - | - | - | - |

### Enseignement
Établissements d'enseignements :
- écoles maternelles et primaires[50] ;
- collège ;

### Santé
Professionnels et établissements de santé :
- médecins ;
- hôpitaux à Saint-Jeannet, Vence, Nice ;
- pharmacies.

### Cultes
- Culte catholique, paroisse Saint-Sébastien[52], diocèse de Nice.
- Culte musulman[53].

## Patrimoine et culture locale

### Lieux et monuments
Le patrimoine de Carros est particulièrement riche et varié,,, :
- église Notre-Dame des Selves de Carros ;
- église Saint-Paul de Carros ;
- église primitive de Carros-Village.

#### Église Saint-Claude
L’église Saint-Claude du XVIIe siècle,,.

#### Chapelle Notre-Dame des Selves

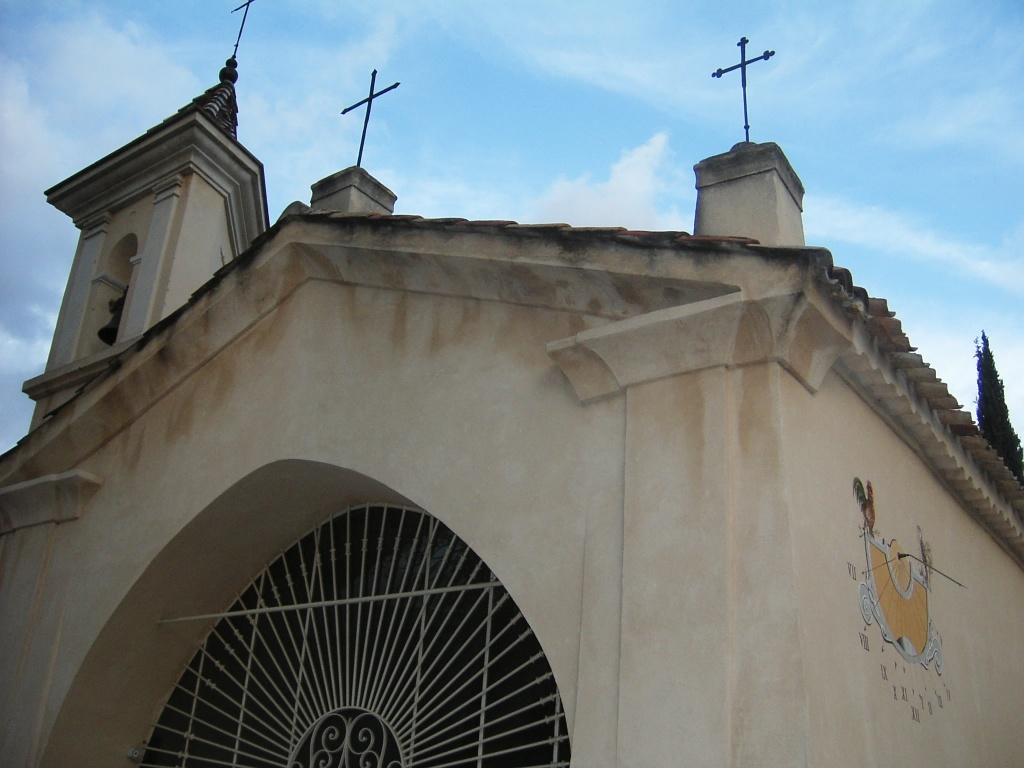
La Chapelle Notre-Dame des Selves

Dans l'actuel quartier des Plans de Carros, se dresse la chapelle Notre-Dame des Selves. Selon les dernières investigations archéologiques c'est sur un site d'abord occupé durant l'antiquité romaine qu'au Moyen Âge aux alentours de l'an 1000, la première église est construite. Ce premier édifice sera reconstruit avant 1100 à la suite de sa dégradation. Un second bâtiment est élevé durant la première moitié du XVIe siècle et c'est de cette période que datent la majorité des éléments de la structure visible aujourd'hui. Ainsi, avec sa première élévation datée du Xe siècle ou XIe siècle, cette construction représente peut-être un des plus anciens centre religieux des Alpes-Maritimes, témoignage du premier réseau paroissial de la région.

#### Vieux château

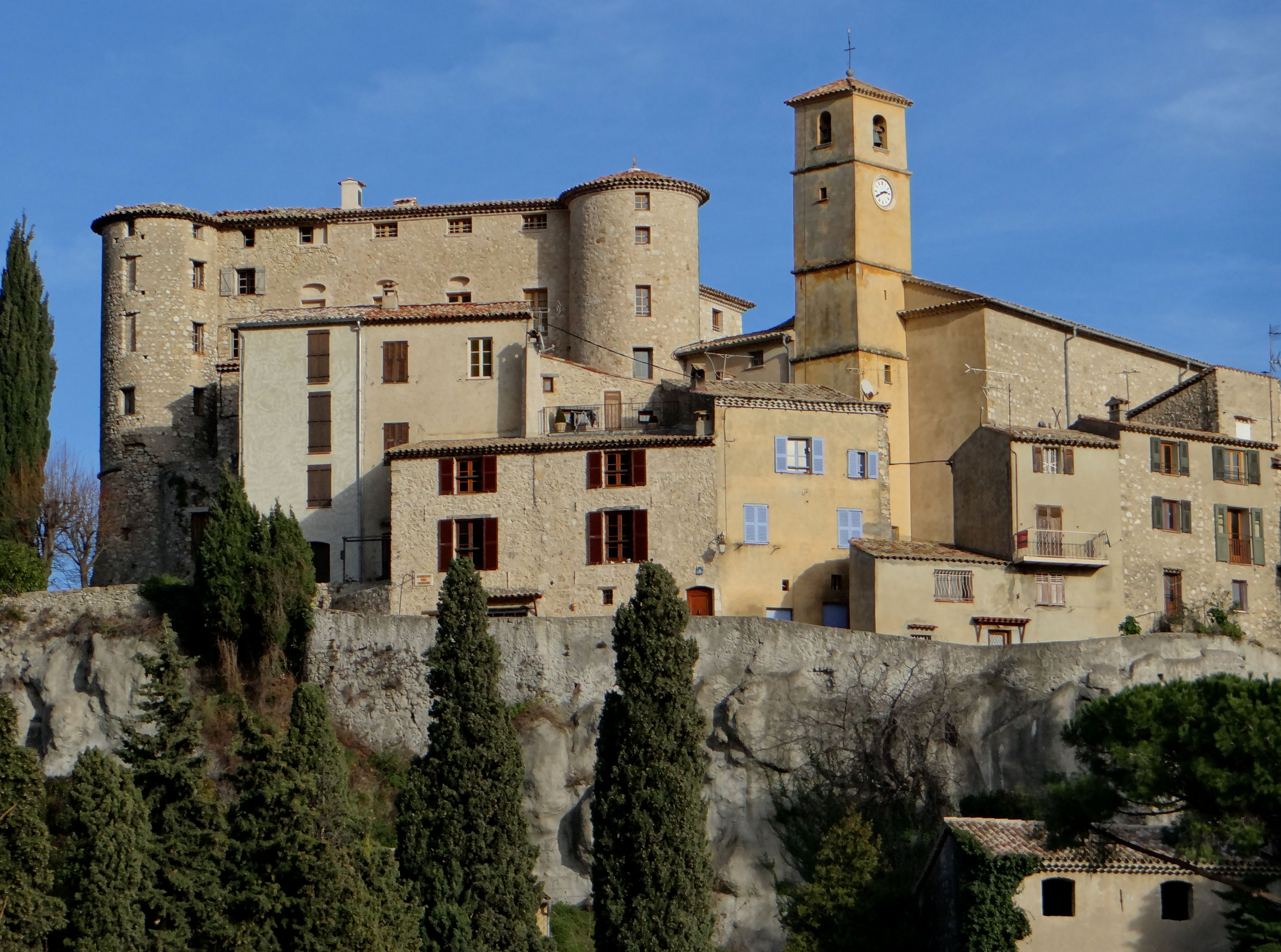
Le château

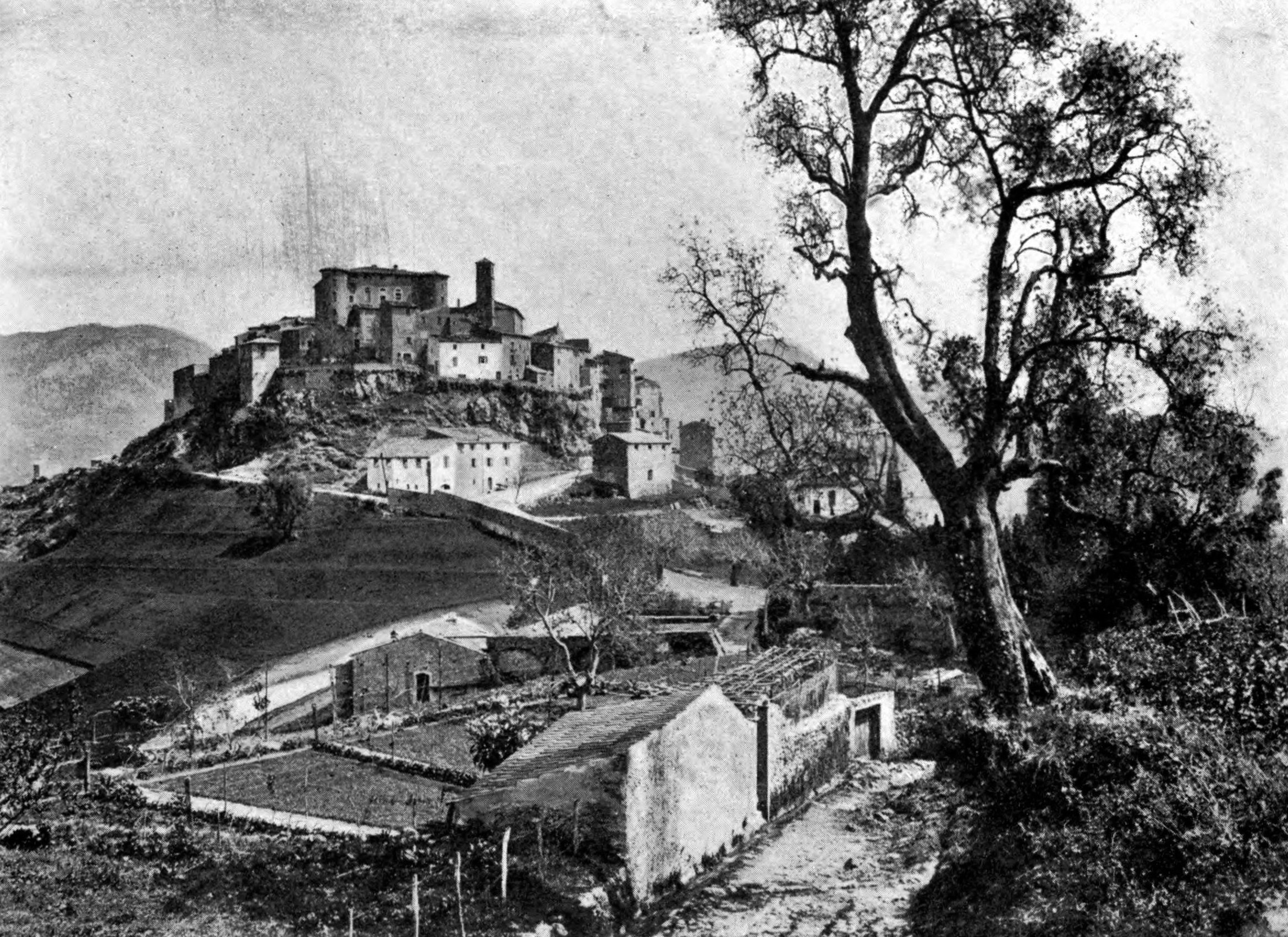
Le château : photo publiée avant le 1er janvier 1923

Le vieux château entièrement réhabilité abrite le centre international d'art contemporain. Au sommet du village, dominant la vallée du Var, le château de Carros s'élève sur un site qui offre une vue qui va de la mer aux montagnes. Élevé durant le Moyen Âge, les premiers témoignages écrits attestent sa présence dès le début du XIIe siècle. Son premier occupant est le seigneur Rostaing de Carros. La famille de ce dernier possède depuis le Xe siècle le Haut-Pays d’Apt à Glandèves et à la Tinée. Rostaing Carros, allié aux vicomtes de Nice et à la famille souveraine des Baux, édifie un donjon de forme quadrangulaire avec un pan coupé au sud-est. Cet ensemble constitue le tiers du château féodal définitif. Bien qu'il ait subi des destructions successives, dont de nombreuses au XVIIe siècle, il a tout de même gardé sa stature médiévale, et entre autres choses, on peut observer sur sa façade est, l'alignement des corbeaux, ou encore, ses contreforts. Le bâtiment a échappé aux destructions de la période révolutionnaire et, après que les seigneurs aient pris la fuite, il sera divisé et vendu à neuf propriétaires différents, qui s'en servent comme local. Encore entretenu au XIXe siècle, le début du XXe siècle verra sa dégradation. Mais aujourd'hui en grande partie acquis par la commune, il a été rénové.

#### Camp des Ligures
Le camp des Ligures dans les collines carossoises appelé ainsi car les Ligures y vivaient.

#### Vieux moulin Briquet
Le nom communément attribué à l'édifice, à savoir moulin Briquet, provient du nom de son constructeur, Pierre Briquet qui vivait au milieu du XIXe siècle. En ruines ou restaurés, la région connaît surtout des moulins à eau et ce moulin à vent, est une exception rare. Construit au milieu du XIXe siècle sur un site venté véritable belvédère au-dessus de la vallée du Var, son but était d'éviter à la population carrossoise d'avoir à porter son grain à moudre jusqu'aux autres communes.
Une preuve explicite que le moulin à vent ait bien fonctionné fait toujours défaut, mais les maintes mentions historiques d'un moulin à vent, qualifié même de « terminé » sur un document cadastral de 1856, conservé aux archives communales, forment un ensemble d'éléments convergents qui amènent a penser que le bâtiment aurait bien été en état de fonctionner. Si aujourd'hui il n'a plus ses ailes, le bâtiment reste toutefois dans un état remarquable.

#### Moulin de Gabeyres
Le Moulin à huile de Gabeyres, au Pont de la Lune

#### Clocher-tour
L'édifice appelé aujourd'hui clocher tour, selon les derniers travaux, est la survivance de l'église Notre Dame de Cola que l'on connaît dans les textes dès le XVIe siècle et qui a été détruite vers le milieu du XVIIe siècle. Cette église a été édifiée sur un bâtiment original élevé certainement entre la seconde moitié du XIe siècle et le début du XIIe siècle. Le clocher-tour date de cette période. L'église sera le siège de la paroisse de Carros jusqu'en 1673, date à laquelle la fonction est transférée au château. Dans l'angle nord-ouest de l'édifice on peut noter la présence d'une pierre romaine où figure une inscription, réutilisée à l'envers.

#### Oratoires
Quatre oratoires jalonnent le territoire de Carros. Implantés stratégiquement aux carrefours, ils devaient participer au repos méditatif des voyageurs à l'époque où les hameaux n'avaient pas les moyens de s'offrir leur propre chapelle,,,.

#### Monuments commémoratifs
Les monuments commémoratifs,,.

#### Pénitents blancs
Cette inscription, située sur une pierre de réemploi, se trouve sur la façade d'un bâtiment du village appelé chapelle des Pénitents blancs ou encore chapelle Saint-Christophe. Relativement détériorée la pierre a, de plus, été malencontreusement percée par un collier de fixation lors de la pose d'une canalisation.

#### Four à chaux
Le four à chaux de la Clapière, construit au XVIIIe siècle.

### Culture
Chaque année depuis 2006, se tient à Carros le Festival Cinéalma.
L’amphithéâtre de la villa Barbary est un lieu culturel municipal où sont organisés concerts et spectacles tout au long de l’année
Depuis 1998, l'ancien château du village (entièrement restauré pour l'occasion) accueille le CIAC (Centre international d'art contemporain).

## Personnalités liées à la commune
- Louis Nucéra, mort à Carros.
- Louis-Noël Belaubre, mort à Carros.
- Djebril Slatni, candidat de la Star Academy (France) promo 2023.

## Jumelages
- San Giustino (Italie) depuis 2002
- Grodzisk Mazowiecki (gmina) (Pologne) depuis 2018